# 나가이 공원

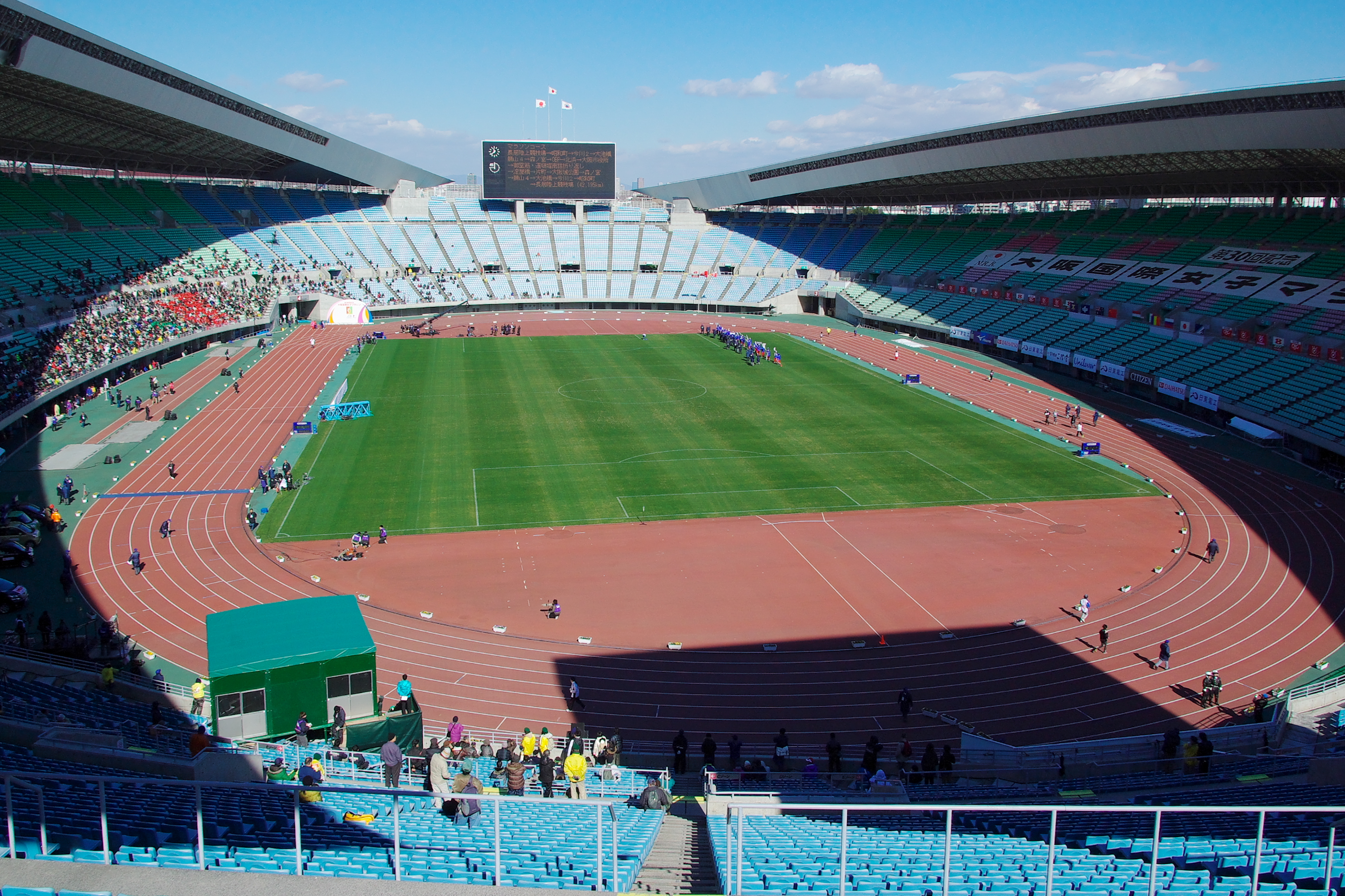

나가이 공원(일본어: 長居公園 나가이코엔[*])는 일본 오사카부 오사카시 히가시스미요시구에 위치한 공원이다.